# De Eersteling (aardappelmeelfabriek)
De De Eersteling, Gebr. Drenth & Co, was een aardappelmeelfabriek in Oude Pekela, 1892-1918.

## Voorgeschiedenis
In november 1887 verscheen een mededeling in de Winschoter Courant dat in Oude Pekela door de heren Bernardus en Harmannus Berends Drenth een aardappelmeelfabriek zou worden opgericht. Het plan werd door de redactie van deze krant hartelijk toegejuicht, omdat daardoor veel werklieden in deze plaats weer werk zouden krijgen en wensten de ondernemers succes. Volgens de Winschoter Courant zou “De Eersteling” geen ongeschikte naam zijn voor bovenbedoelde fabriek.
In januari van het daaropvolgend jaar werd aan de heer Berend Berends Drenth uit Oude Pekela vergunning verleend voor het oprichten van een aardappelmeel- en siroopfabriek in deze plaats. In februari van dat jaar was al een commissionair bezig om in voorkoop aardappelen voor genoemde heren te kopen en later deze maand werd de levering van de verschillende, benodigde machines voor de op te richten aardappelmeel- en siroopfabriek gegund aan de firma Landweer en Zonen uit Martenshoek.
Een door de zeepzieder Klaas Jan Tolner, eigenaar van zeepziederij De Levant, uit Oude Pekela ingediend bezwaar bij Zijne Majesteit de Koning tegen de door het college van burgemeester en wethouders van Oude Pekela aan Drenth verleende vergunning werd in juli van dat jaar ongegrond verklaard waardoor deze definitief werd. Omstreeks 20 september 1892 ging de nieuwe aardappelmeelfabriek “De Eersteling” van de Gebroeders Drenth uit Oude Pekela, gebouwd op een voormalige scheepswerf, in werking. Een 12-tal geladen schepen en pramen lag voor de wal te wachten om gelost te worden. De aardappelcampagne gaf heel wat drukte in de plaats waar het sinds de neergang in de scheepsbouw en zeevaart erg stil was geworden.

## Staking
Op 7 oktober 1899 brak in Oude Pekela bij de aardappelmeelfabriek van de Gebr. Drenth & Co. onder de gewone arbeiders een werkstaking uit. Zij verlangden, in plaats van één gulden, één gulden en vijfentwintig cent per dag of per nacht. Al op 9 oktober daaropvolgend werd hun verzoek ingewilligd.

## Coöperatie
Op 18 november 1903 verscheen een advertentie in de Winschoter Courant met de mededeling dat de aardappelmeelfabriek te Oude Pekela van de Gebroeders Drenth & Co. het voornemen had, bij voldoende deelneming, hun aardappelmeelfabriek met ingang van de eerstvolgende campagne op voor de landbouwers gunstige voorwaarden coöperatief te doen laten werken. Enige dagen later informeerde de redactie van de krant naar de redenen van deze structuurwijziging. De directie van “De Eersteling” deelde hun het volgende mede: De firma wenste haar fabriek, machines, terreinen, loodsen, kantoor, kortom alles over te dragen aan een corporatie, die coöperatief wil werken, voor ƒ 80.000,-. Voorlopig zouden dus 800 aandelen van ƒ 100,- geplaatst kunnen worden. Ieder aandeel legde de verplichting op, 300 hectoliter aardappelen te leveren, waarvoor dan als eerste uitkering werd betaald 65 cent per hl. Wat  meer kon worden uitgekeerd, zou na afloop van de gehele campagne pondspondsgewijs worden bijbetaald. De firma zou dan de administratie voeren voor de corporatie, haar met haar adviezen terzijde staan, raad en voorlichting geven tegen een beloning van 1 cent per hectoliter aardappelen en 1% van het bedrag van het verkochte meel. Landbouwers, die wel genegen waren een aandeel of meer te nemen, maar het slecht uitkwam het bedrag direct te storten, konden het bedrag van de tegenwoordige eigenaren opnemen tegen 5% rente. De aandelen van deze zouden als onderpand bij de tegenwoordige eigenaren blijven en konden te allen tijde worden ingewisseld. Iedere landbouwer kon zich voorlopig verbinden voor het tekenen of nemen van aandelen. Alleen dan, wanneer een voldoend aantal aandelen was genomen, zou het aandelenbedrag bindend worden. Bij onvoldoende deelname zou de hele zaak niet doorgaan. 
Op 8 december 1903 werd in hotel Feijen te Oude Pekela een vergadering gehouden van belangstellenden in een op te richten coöperatieve aardappelmeelfabriek of een daarvoor aan  te kopen. Er werd een voorlopig bestuur benoemd. Belangstellenden konden zich aanmelden bij  de heren: R. Wortelboer, H. Gras en K. Begeman uit Oude Pekela en H.G. Strating uit Nieuwe Pekela.
Vervolgens bleef het meer dan 10 jaar stil rond “De Eersteling”. Pas in 1914 kwamen de Gebroeders Drenth weer naar buiten met de mededeling dat zij nog steeds van plan waren haar fabriek te verkopen aan landbouwers, opdat het een coöperatieve aardappelmeelfabriek zou worden. Kennelijk had deze hernieuwde aandacht tot resultaat dat de fabriek werd verkocht. In een advertentie in de Winschoter Courant lazen we dat een groep landbouwers de fabriek voorlopig van de Gebroeders Drenth en Co. had aangekocht. en dat zij die nog tot de coöperatie wensten toe te treden, verzocht werden zich vóór 25 juni te wenden tot het voorlopig bestuur dat op dat moment bestond uit:
- J. Olieslager, Nieuwe-Pekela, Voorzitter.
- J. Sijpkens, Zuidwending, Secretaris.
- J. Lubberman, Oude Pekela, Penningmeester.
- O. Begeman, Sappemeer.
- D. Douwes, Hoogezand, en
- W. Hubbeling, Nieuwe-Pekela.’

## Het einde van de fabriek
Of deze poging het gewenste resultaat heeft gehad, mag worden betwijfeld. Immers, in september 1918 werd de aardappelmeelfabriek van de firma Drenth te Oude Pekela stopgezet. Er werkten toen nog ruim 20 personen. In oktober van dat jaar werd de fabriek verkocht aan de metaalhandelaars, de heren Simons.